# (8558) Hack
(8558) Hack est un astéroïde de la ceinture principale.

## Description
(8558) Hack est un astéroïde de la ceinture principale. Il fut découvert le 1er août 1995 à San Marcello Pistoiese par Luciano Tesi et Andrea Boattini. Il présente une orbite caractérisée par un demi-grand axe de 3,12 UA, une excentricité de 0,22 et une inclinaison de 0,3° par rapport à l'écliptique.

## Compléments